# Lunenburg (Vermont)
Lunenburg ist eine Town im Essex County im US-Bundesstaat Vermont. Sie hatte bei der letzten Volkszählung im Jahr 2020 insgesamt 1246 Einwohner. Sie ist Teil der Berlin Micropolitan Statistical Area.

## Geografie

### Geografische Lage
Lunenburg liegt im Südosten des Essex Countys. Der Connecticut River bildet die östliche Grenze zu New Hampshire, mehrere kleinere Zuflüsse des Connecticut Rivers entwässern das Gebiet der Town. Zentral auf dem Gebiet der Town befindet sich der Neal Pond. Die Oberfläche ist hügelig, die höchste Erhebung ist der 689 m hohe Tempel Mountain.

### Nachbargemeinden
Alle Entfernungen sind als Luftlinien zwischen den offiziellen Koordinaten der Orte aus der Volkszählung 2010 angegeben.
- Norden: Granby, 6,4 km
- Nordosten: Guildhall, 10,9 km
- Osten: Lancaster, 18,0 km
- Süden: Dalton, 3,3 km
- Südwesten: Concord, 15,3 km
- Nordwesten: Victory, 12,7 km

### Stadtgliederung
Die Hauptsiedlung in Lunenburg ist das Unincorporated Village Gilman, früher Fitzdale. Von Fitzdale in Gilman umbenannt wurde das Village nach seinem Bewohner Isaac Gilman, einem russischen Einwanderer. Gilman zog in den 1880er Jahren nach New York City und gründete etwas später die Gilman Paper Company. In Village Fitzdale befand sich eine andere Papierfirma und als diese in wirtschaftlichen Schwierigkeiten war, kaufte Gilman sie auf. Er zog nach Fitzdale und betrieb von dort seine Firma. Gilman identifizierte sich so stark mit Fitzdale, dass er zwei Kirchen baute, eine Römisch-Katholische und eine Protestantische. Nur baute er keine Synagoge, da er der einzige Jude der Town war. Im Jahr 1921 benannten die Bewohner Fitzdale ihm zu Ehren in Gilman um.

### Klima
Die mittlere Durchschnittstemperatur in Lunenburg liegt zwischen −11,7 °C (11 °Fahrenheit) im Januar und 18,3 °C (65 °Fahrenheit) im Juli. Damit ist der Ort gegenüber dem langjährigen Mittel der USA um etwa 9 Grad kühler. Die Schneefälle zwischen Mitte Oktober und Mitte Mai liegen mit mehr als zwei Metern etwa doppelt so hoch wie die mittlere Schneehöhe in den USA. Die tägliche Sonnenscheindauer liegt am unteren Rand des Wertespektrums der USA, zwischen September und Mitte Dezember sogar deutlich darunter.

## Geschichte
Der Grant für Lunenburgh, zunächst mit der Schreibweise „Lunenburgh“, wurde am 5. Juli 1763 von Benning Wentworth im Rahmen der New Hampshire Grants an David Page, Jonathan Grout und weitere vergeben. Benannt wurde die Town nach Karl Wilhelm Ferdinand zu Ehren des Sieges in Minden.
Es ist nicht sicher, wann die Besiedlung startete, vermutlich vor 1770; eine der ältesten Farmen, die sich auf beiden Seiten des Connecticut Rivers angesiedelt hatte, trug den Namen Lunenburgh.
Die konstituierende Versammlung der Town fand im 11. September 1781 statt. Es gab ursprünglich 11 Schulbezirke auf dem Gebiet der Town.

### Einwohnerentwicklung
| Volkszählungsergebnisse – Town of Lunenburg, Vermont | Volkszählungsergebnisse – Town of Lunenburg, Vermont | Volkszählungsergebnisse – Town of Lunenburg, Vermont | Volkszählungsergebnisse – Town of Lunenburg, Vermont | Volkszählungsergebnisse – Town of Lunenburg, Vermont | Volkszählungsergebnisse – Town of Lunenburg, Vermont | Volkszählungsergebnisse – Town of Lunenburg, Vermont | Volkszählungsergebnisse – Town of Lunenburg, Vermont | Volkszählungsergebnisse – Town of Lunenburg, Vermont | Volkszählungsergebnisse – Town of Lunenburg, Vermont | Volkszählungsergebnisse – Town of Lunenburg, Vermont |
| Jahr                                                 | 1700                                                 | 1710                                                 | 1720                                                 | 1730                                                 | 1740                                                 | 1750                                                 | 1760                                                 | 1770                                                 | 1780                                                 | 1790                                                 |
| ---------------------------------------------------- | ---------------------------------------------------- | ---------------------------------------------------- | ---------------------------------------------------- | ---------------------------------------------------- | ---------------------------------------------------- | ---------------------------------------------------- | ---------------------------------------------------- | ---------------------------------------------------- | ---------------------------------------------------- | ---------------------------------------------------- |
| Einwohner                                            |                                                      |                                                      |                                                      |                                                      |                                                      |                                                      |                                                      |                                                      |                                                      | 119                                                  |
| Jahr                                                 | 1800                                                 | 1810                                                 | 1820                                                 | 1830                                                 | 1840                                                 | 1850                                                 | 1860                                                 | 1870                                                 | 1880                                                 | 1890                                                 |
| Einwohner                                            | 393                                                  | 714                                                  | 856                                                  | 1054                                                 | 1130                                                 | 1123                                                 | 1034                                                 | 999                                                  | 1038                                                 | 1019                                                 |
| Jahr                                                 | 1900                                                 | 1910                                                 | 1920                                                 | 1930                                                 | 1940                                                 | 1950                                                 | 1960                                                 | 1970                                                 | 1980                                                 | 1990                                                 |
| Einwohner                                            | 968                                                  | 880                                                  | 1048                                                 | 1400                                                 | 1374                                                 | 1299                                                 | 1237                                                 | 1061                                                 | 1138                                                 | 1176                                                 |
| Jahr                                                 | 2000                                                 | 2010                                                 | 2020                                                 | 2030                                                 | 2040                                                 | 2050                                                 | 2060                                                 | 2070                                                 | 2080                                                 | 2090                                                 |
| Einwohner                                            | 1328                                                 | 1302                                                 | 1246                                                 |                                                      |                                                      |                                                      |                                                      |                                                      |                                                      |                                                      |

## Wirtschaft und Infrastruktur

### Verkehr
Der U.S. Highway 2 verläuft in westöstlicher Richtung von Concord im Westen nach Guildhall im Osten durch die Town.
Der Bahnhof Lunenburg lag am Übergang der Bahnstrecke Portland–Lunenburg in die Bahnstrecke Lunenburg–Maquam.

### Öffentliche Einrichtungen
Das Northeastern Vermont Regional Hospital in St. Johnsbury ist das nächstgelegene Krankenhaus für die Bewohner der Town.

### Bildung

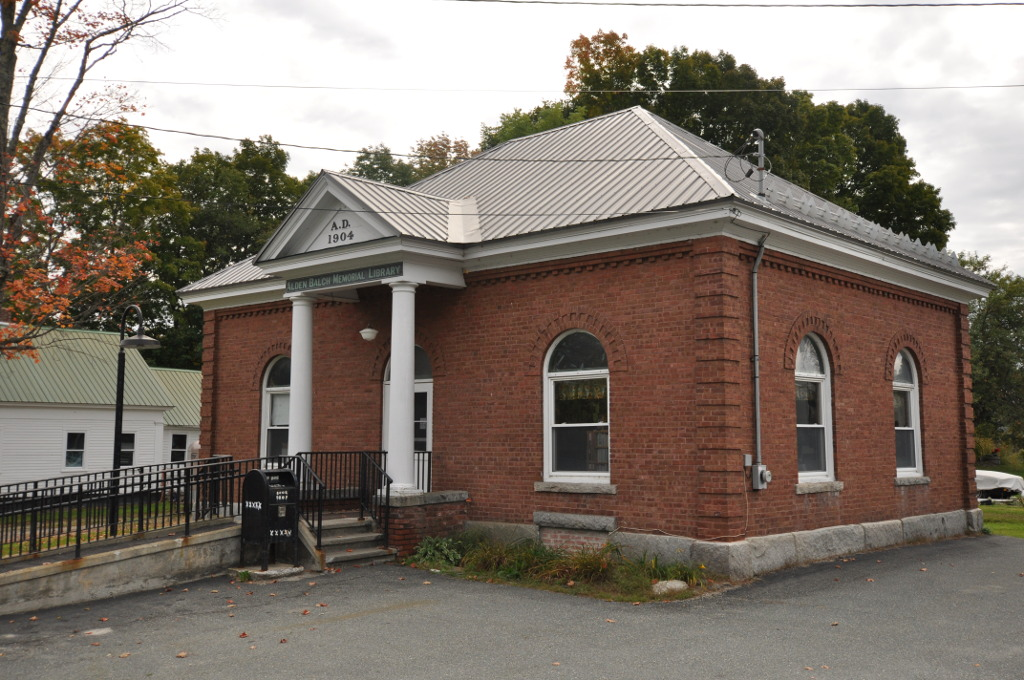
Alden Balch Memorial Library

Lunenburg gehört mit Concord, Granby, Guildhall, Kirby, Maidstone, Victory und Waterford zur Essex-Caledonia Supervisory Union. Die Lunenburg Schools bestehen aus der Lunenburg Elementary School und der Lunenburg Middle School und bieten momentan für 120 Schülerinnen und Schüler Klassen von Kindergarten bis zum achten Schuljahr an.
Die Alden Balch Memorial Library befindet sich an der East Main Street in Lunenburg.

## Persönlichkeiten

### Persönlichkeiten, die vor Ort gewirkt haben
- Franklin D. Hale (1854–1940), Anwalt und Politiker